# Allocricellius
Allocricellius is een geslacht van vliesvleugeligen uit de familie Pteromalidae. De wetenschappelijke naam van dit geslacht is voor het eerst geldig gepubliceerd in 1996 door Yang.

## Soorten
Het geslacht Allocricellius omvat de volgende soorten:
- Allocricellius armandii Yang, 1996
- Allocricellius massonianae Yang, 1996
- Allocricellius tabulaeformisi Yang, 1996